# لويس فيانا فيلهو
لويس فيانا فيلهو هو سياسي برازيلي، ولد في 28 مارس 1908 في باريس في فرنسا، وتوفي في 5 يونيو 1990 في ساو باولو في البرازيل. نشط حزبياً في Democratic Social Party ‏. وقد انتخب عضو مجلس النواب البرازيلي ‏ وانتخب عضو مجلس الشيوخ من البرازيل ‏.